# Nesticus afghanus
Espèce
Nesticus afghanus est une espèce d'araignées aranéomorphes de la famille des Nesticidae.

## Distribution
Cette espèce est endémique d'Afghanistan.

## Étymologie
Son nom d'espèce lui a été donné en référence au lieu de sa découverte, l'Afghanistan.

## Publication originale
- Roewer, 1962 : Araneae Trionycha II und Cribellatae aus Afghanistan. Acta Universitatis Lundensis, sér. 2, vol. 58, no 7, p. 1-15.